# Mesterdetektiven Conan
Mesterdetektiven Conan (名探偵 コナン Meitantei Konan) er en japansk manga, skabt af Gosho Aoyama. Seriens første bind blev udgivet af Shogakukan forlaget i Japan i 1994. Mesterdetektiven Conan tæller nu over 90 bind. Den er ikke afsluttet i Japan. Mesterdetektiven Conan er en af de få serier som har solgt over 100 millioner bind tilsammen i Japan. I Danmark bliver serien udgivet af Egmont. Animé serien til Mesterdetektiven Conan kan ses på den amerikanske version af Cartoon Network under navnet Case Closed og på RTLII hedder serien Detektiv Conan. Der er nu 20 animé film i spillefilmslænge om Conan.

## Handling
Serien handler om den 17-årige dreng, Shinichi Kudo, som er detektiv. Han er allerede meget berømt for at løse sager politiet ikke kan knække. Shinichi er en stor fan af Sherlock Holmes. Han er highschoolstuderende og skændes hyppigt med barndomsveninden Ran, som er dygtig til karate. Fordi Ran vandt karatemesterskabet lovede Shinichi at tage hende med til forlystelsesparken Tropical Land. Da Shinichi tog hjem blev han vidne til en afpresningssag. Men før han lagde mærke til det blev han slået ned bagfra af en mand i sort (senere kendt under kodenavnet Gin). Gin ville afprøve en ny slags gift, APTX4869, som efter sigende ikke efterlader spor i offeret.
Mændene i sort tror at de overlader Shinichi til den visse død, men der sker noget uventet: Pillen får Shinichi til at skrumpe så han ligner sig selv dengang han var 6-7 år gammel. Selv om hans krop ligner et barns så har Shinichi stadig sin skarpe hjerne i behold. Ran er bekymret for Shinichi og tager hjem til ham men finder i stedet en lille dreng, som i virkeligheden er Shinichi. Det ved Ran bare ikke. Den nye dreng fortæller Ran at han hedder Conan Edogawa. Navnet er inspireret af to krimiforfattere: Edogawa Ranpo og Arthur Conan Doyle. Conan følger med Ran hjem. Hun bor sammen med sin far Kogoro Mori en etage ovenpå hans detektivbureau. Conans mål er at fange mændene i sort som forgav ham og få sin gamle krop tilbage. For at det skal lykkes skal han gøre Rans far, Kogoro, til en berømt detektiv. Hans nabo Doktor Agasa kender hans sande identitet. Doktor Agasa hjælper Shinichi ved at opfinde gadgets til ham.
| Anime eller manga | Spire Denne artikel om en anime og/eller manga er en spire som bør udbygges. Du er velkommen til at hjælpe Wikipedia ved at udvide den. |